# Noblella carrascoicola
Noblella carrascoicola is een kikker uit de familie Strabomantidae. De soort werd voor het eerst wetenschappelijk beschreven door Ignacio J. De la Riva en Jörn Köhler in 1998. Oorspronkelijk werd de wetenschappelijke naam Phyllonastes carrascoicola gebruikt.
Noblella carrascoicola leeft in Zuid-Amerika en komt endemisch voor in Bolivia op een hoogte van 1850 tot 2700 boven zeeniveau. Er zijn geen gekende bedreigingen van de soort.